# Banks megye
Banks megye az Amerikai Egyesült Államokban, azon belül Georgia államban található. Megyeszékhelye Homer, legnagyobb városa Baldwin. Lakosainak száma 18 035 fő (2020. április 1.). Banks megye Habersham, Jackson, Stephens, Franklin, Madison és Hall megyékkel határos.

## Népesség
A megye népességének változása:
| Lakosok száma | 18 412 | 18 344 | 18 284 | 18 415 | 18 495 | 18 035 |
|               | 2010   | 2011   | 2012   | 2013   | 2015   | 2020   |